# 쿨라무투

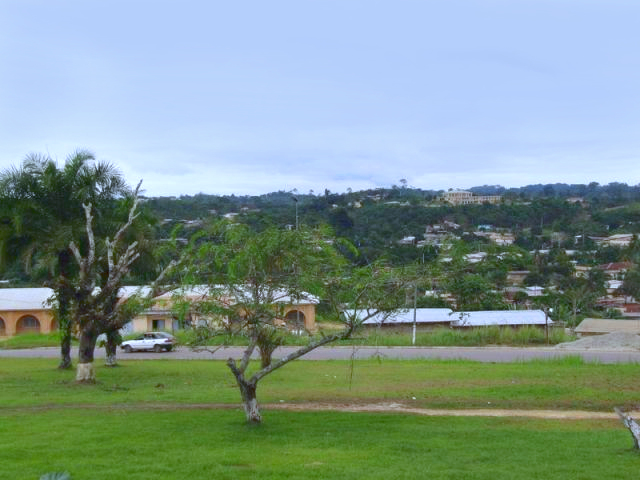
쿨라무투

쿨라무투(Koulamoutou)는 가봉 중부에 위치한 도시로, 오고웨롤로 주의 주도이며 인구는 약 16,000명이다. 롤로 강과 부앵기디 강이 합류하는 지점에 위치하며 N6 도로가 지나간다. 시내에는 박물관과 영화관, 공항이 들어서 있다.